# ウラシル/チミンデヒドロゲナーゼ
ウラシル/チミンデヒドロゲナーゼ(uracil/thymine dehydrogenase)は、ピリミジン代謝酵素の一つで、次の化学反応を触媒する酸化還元酵素である。
(1) ウラシル + H2O + 受容体 {\displaystyle \rightleftharpoons } バルビツール酸 + 還元型受容体
(2) チミン + H2O + 受容体 {\displaystyle \rightleftharpoons } 5-メチルバルビツール酸 + 還元型受容体
この酵素の基質はウラシルまたはチミン、H2O と受容体で、生成物はバルビツール酸または5-メチルバルビツール酸と還元型受容体である。
この酵素は酸化還元酵素に属し、その他の化合物を受容体としてCH基またはCH2基に特異的に作用する。組織名はuracil:acceptor oxidoreductaseで、別名にuracil oxidase、uracil-thymine oxidase、uracil dehydrogenaseがある。